# Orgels Regel
Orgels Regel (engl.: Orgel's rule oder auch Orgel's second rule) ist benannt nach dem Evolutionsbiologen Leslie Orgel und wurde – nach Daniel Dennett eigentlich mehr im Scherz – von Francis Crick, einem der Entdecker des DNA-Moleküls, aufgestellt. Die Formulierung der Regel lautet:
- „Evolution is cleverer than you are“ („Die Evolution ist raffinierter als du es bist“).

Man darf diese Regel keinesfalls als ein empirisches Gesetz auffassen, sondern bestenfalls als heuristische Regel, welche eine Suchstrategie zum Auffinden neuer Lösungen für biologische Problemstellungen definiert. Als solche ließe sie sich beispielsweise durch den bisherigen Erfolg oder allgemeiner auch durch die oft beobachtete Überlegenheit von evolutionären Versuchs- und Irrtums-Strategien gegenüber vorausschauender Planung durch menschliche Intelligenz begründen. Dies besonders, sofern komplexe Systeme betroffen sind.
Diese zweite Orgelsche Regel kann auch als eine Erwiderung auf wissenschaftlich nicht haltbare Einwände gegen die biologische Evolution gedeutet werden, welche speziell die Fehlschlüssigkeit von Argumenta ad ignorantiam (Argumenten aus Unwissenheit) deutlich macht. Um ein Argumentum ad ignorantiam handelt es sich, wenn jemand aus einem Fakt, für den er keine natürliche Erklärung kennt oder sich vorstellen kann, den Fehlschluss zieht, dass der Fakt grundsätzlich nicht natürlich erklärt werden kann. Speziell macht Orgels Regel deutlich, dass es z. B. keinen Beweis gegen die Entstehung komplexer (molekular)biologischer Systeme gemäß Evolutionstheorie darstellt, wenn gegenwärtig unbekannt ist, wie diese Entwicklung ablief, oder sich manche die Entwicklung gemäß Evolutionstheorie nicht vorstellen können. Sie macht auch deutlich, dass viele pseudowissenschaftliche Einwände gegen die Evolutionstheorie von einer stillschweigenden, der Orgelschen Regel entgegengesetzten und unbegründbaren Annahme ausgehen, wonach menschliche Planung (oder allgemeiner auch Planung durch eine menschenähnliche „Intelligenz“) der biologischen Evolution oder natürlichen Mechanismen grundsätzlich überlegen wäre.
Daneben gibt es noch eine andere Orgelsche Regel (weswegen die obige vermutlich als „zweite“ Regel bezeichnet wird), welche von Leslie Orgel in einer Publikation von 1960 im Journal of Inorganic and Nuclear Chemistry publiziert wurde. Diese besagt, dass Moleküle vom Typ MX_4Y_4 eine dodekaederische Stereochemie annehmen sollten.